# Quartier de la Villette

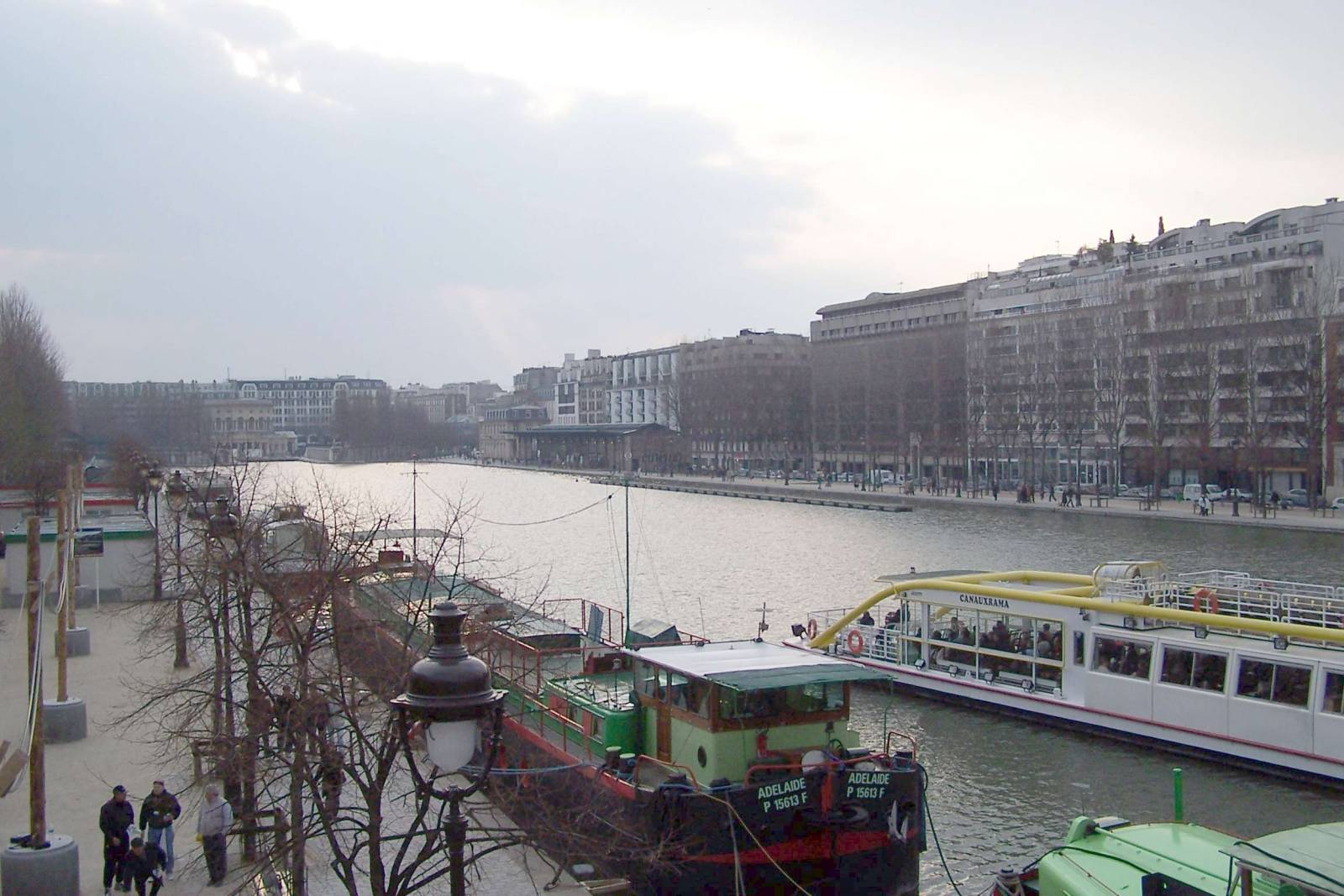
Bassin de la Villette

Quartier de la Villette (čtvrť La Villette) je 73. administrativní čtvrť v Paříži, která je součástí 19. městského obvodu. Má nepravidelný půdorys a rozlohu 128,6 ha. Jejími hranicemi jsou ulice Rue de l'Ourcq na severovýchodě, Rue de Meaux a Avenue Jean-Jaurès na jihovýchodě, Boulevard de la Villette na jihozápadě a Rue d'Aubervilliers na západě.

## Historie
Čtvrť nese jméno bývalé vesnice La Villette, která se v těchto místech rozkládala, a která byla v roce 1860 připojena k Paříži. Vesnice ležela při silnici z Paříže do Flander. Původně se skládala ze dvou částí
(La Grande Villette a La Petite Villette). Převažujícím obyvatelstvem byli dělníci, kteří zde pracovali v četných továrnách a také v rozsáhlých jatkách.

## Vývoj počtu obyvatel
| Rok sčítání | Počet obyvatel | Hustota zalidnění (ob./km²) |
| ----------- | -------------- | --------------------------- |
| 1954        | 43 621         | 33 920                      |
| 1962        | 46 798         | 36 390                      |
| 1968        | 43 201         | 33 593                      |
| 1975        | 44 965         | 34 965                      |
| 1982        | 53 204         | 41 372                      |
| 1990        | 50 645         | 39 382                      |
| 1999        | 53 650         | 41 719                      |